# Kwaluh
El sultanat de Kwaluh (o Kualuh, en neerlandès: Koewaloe) fou un estat que va existir a Sumatra del 1865 al 1946.
El 12 de setembre de 1865 el sultanat d'Asahan fou conquerit pels holandesos i el sultà Shah Ahmad deposat el dia 27 de setembre, proclamant al seu lloc a un net de Raja Musa Shah (i cunyat de Shah Ahmad) amb el nom de Nimatullah Shah o Namalullah Shah (29 de setembre) que no va poder imposar el seu domini gaire cap a l'interior on va resistir el sultà deposat. Aquest canvi no va comportar la millora de relacions amb els holandesos, que també foren dolentes i finalment el 30 de novembre de 1867 el sultà es va retirar cap a l'interior, fora de l'abast de les canoneres holandeses; així hi havia dos sultanats a l'interior, el primer es titulava sultà d'Asahan i el segon des de 1868 sultà de Kwaluh i Leidong, format pels territoris d'Hite Tanah, Janji, Lumban Balik, Lumban Pinasa, Lumban Rau, Lumban Rohab, Parsomburan i Talung.
Després de 23 anys d'escaramusses intermitents amb els holandeses, i de treves de curta durada, es va trobar un arranjament efectiu el 25 de març de 1886: el govern holandès va reconèixer a l'antic sultà Shah Ahmad, com a sultà d'Asahan sota la seva protecció.
A Kualuh el sultà Nimatullah va morir el 20 de març de 1882 i el va succeir el seu fill Tunku Biong Muhammad Syah bih Nimatullah. Vers 1945, ja molt vell, va delegar la majoria dels seus poders en el seu fill gran Tengku Mansur Shah. Pare i fill van ser víctimes de la sagnant "revolució social" de 1946. Tengku Mansur va fugir amb el seu pare a l'esquena; uns dies més tard els seus cossos foren trobats a un cementiri xinès cosits de ganivetades i de punxades de puntes de bambú, sinó morts almenys molt mal ferits; foren enviats a un hospital però els seus cossos van desaparèixer. El sultanat ja no fou restaurat al retorn de la pau.
El títol del sobirà era Sri Paduka Tuanku (nom de regne) ibni al-Marhum (títol del pare i el seu nom) Yang di-Pertuan de Kualuh & Leidong, amb tractament de Son Altessa.